# COPII
COPII é um tipo de vesículas que transportam proteínas do retículo endoplasmático até ao aparelho de Golgi. Isto é chamado de transporte anterógrado. O nome "COPII" (inglês: coat protein) refere-se a específicos complexos proteícos de revestimento que inicia o processo de germinação das vesículas. O revestimento consiste em grandes subcomplexos proteícos que são formados de cinco diferentes subunidades.

## Proteínas de revestimento
Existem dois heterodímeros proteícos que formam o complexo de revestimento. Essas proteínas são:
- Heterodímero Sec23p/Sec24p
- Heterotetrâmero Sec13p/Sec31p

É de notar que estas proteínas sózinhas não conseguem causar o processo de geminação de vesículas ou direccionar as vesículas até à membrana-alvo correcta. Outras proteínas são necessárias para esse processo.

COPII podem estar ligadas ao transporte da Proteína bZIP28 do Retículo endoplasmático até vesículas de Golgi, nos casos de estresse na célula.